# Margarita Aliychuk
Margarita Aliychuk (née le 10 août 1990 à Seversk) est une gymnaste rythmique russe.

## Biographie
Margarita Aliychuk remporte aux Jeux olympiques d'été de 2008 à Pékin la médaille d'or par équipe avec Anna Gavrilenko, Tatiana Gorbunova, Elena Posevina, Daria Shkurikhina et Natalia Zueva.

## Palmarès

### Jeux olympiques
- Pékin 2008
  -  médaille d'or par équipe.